# Sojuz TMA-17M
Sojuz TMA-17M je ruská kosmická loď řady Sojuz. Dne 22. července 2015 ji nosná raketa Sojuz FG vynesla z kosmodromu Bajkonur na oběžnou dráhu Země. Sojuz doletěl k Mezinárodní vesmírné stanici (ISS), kam dopravil tři členy Expedice 44. Poté zůstal u ISS jako záchranná loď až do 11. prosince 2015, kdy se s ním stejná trojice kosmonautů vrátila na Zem.

## Posádka
Hlavní posádka:
- Oleg Kononěnko (3), velitel, Roskosmos (CPK)
- Kimija Jui (1), palubní inženýr 1, JAXA
- Kjell Lindgren (1), palubní inženýr 2, NASA

V závorkách je uveden dosavadní počet letů do vesmíru včetně této mise.
Záložní posádka:
- Jurij Malenčenko, Roskosmos (CPK)
- Timothy Kopra, NASA
- Timothy Peake, ESA

## Průběh letu

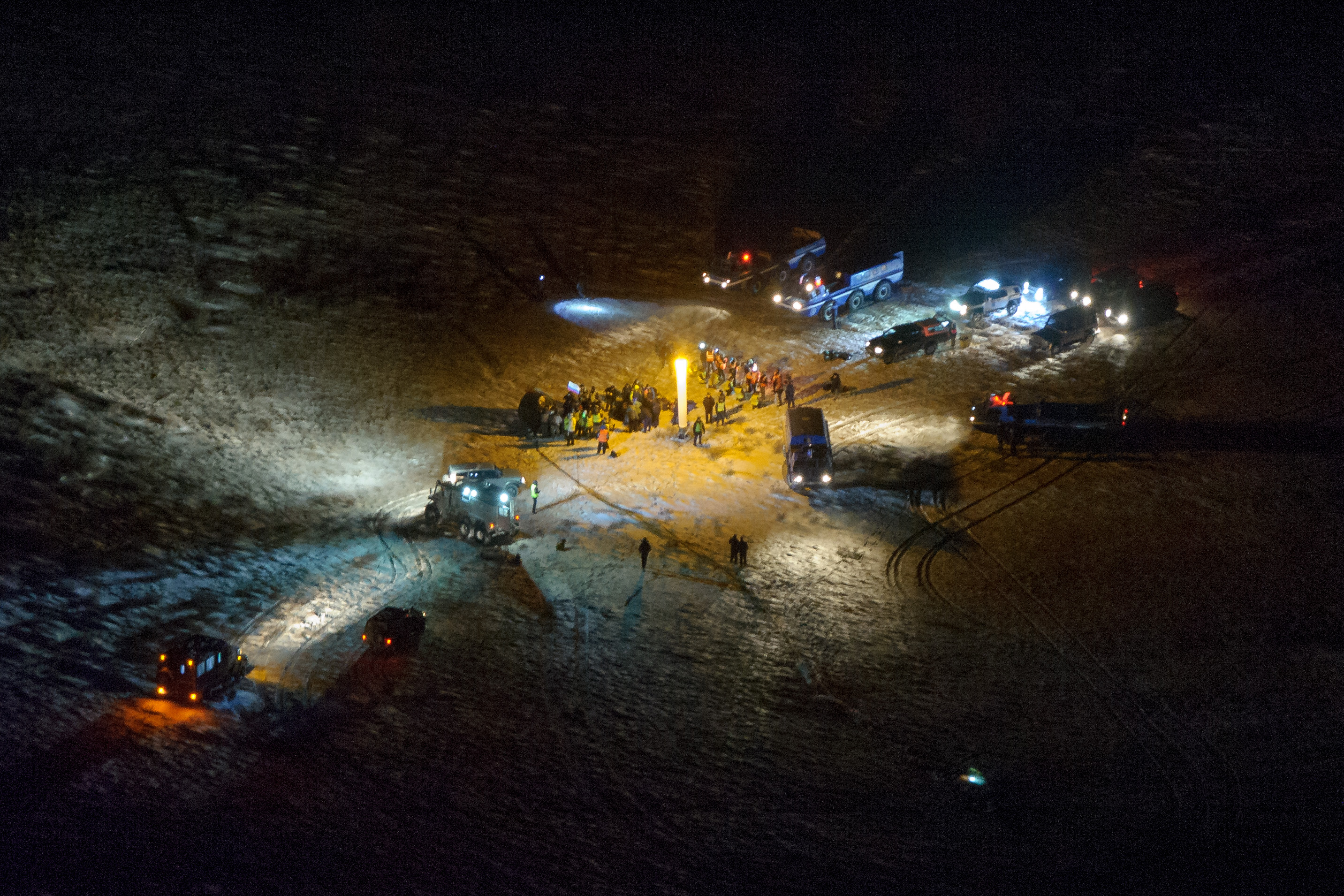
Noční přistání Sojuzu TMA-17M

Sojuz úspěšně v červenci 2015 odstartoval s cílem dopravit trojici kosmonautů na stanici ISS. Ke stanici se připojil (ke stykovému uzlu modulu Rassvet) po necelých šesti hodinách letu 23. července 2015 v 02:45 UTC.
Mise byla ukončena úspěšným přistání v Kazachstánu 11. prosince 2015 v 13:12 UTC. Přistání bylo zkomplikováno nepříznivými povětrnostními vlivy, které znemožnily přílet všem vrtulníkům. Posádka byla proto ihned přepravena do vrtulníku a převezena dočasně do města Džezkazgan.